# Elisabeth Langgässer
Elisabeth Langgässer   (Alzey, 23 de febrer de 1899 - Karlsruhe, 25 de juliol de 1950) va ser una escriptora alemanya, principalment de poesia lírica i novel·les. És reconeguda entre d'altres per la història Saisonbeginn, on els habitants d'un poble alpí d'Alemanya decideixen aixecar un cartell prohibint l'entrada de jueus durant els anys 30. La seva obra principal és possiblement Das unauslöschliche Siegel (‘El segell inesborrable’, 1946).
Va ser represaliada pels nazis a causa del seu origen jueu i la seva filla Cordelia Edvardson va ser deportada a Theresienstadt i Auschwitz. Les seves obres reflecteixen sovint els patiments de la guerra i la postguerra, així com els temes religiosos del pecat i la gràcia.
Va guanyar el Premi Georg Büchner de forma pòstuma el 1950. El 1988 es va crear també un premi literari amb el seu nom, que s'orotga cada tres anys,